# Comuna Palmîrivka, Peatîhatkî
Palmîrivka (în ucraineană Пальмирівка) este o comună în raionul Peatîhatkî, regiunea Dnipropetrovsk, Ucraina, formată din satele Dmîtrivka, Jovtooleksandrivka, Krasnîi Luh, Novovasîlivka, Novozalissea, Palmîrivka (reședința), Rovenkî, Trudoliubivka și Veselîi Podil.

## Demografie
Componența lingvistică a satului Palmîrivka
     Ucraineană (94,52%)
     Rusă (3,87%)
     Alte limbi (1,22%)
Conform recensământului din 2001, majoritatea populației satului Palmîrivka era vorbitoare de ucraineană (94,52%), existând în minoritate și vorbitori de rusă (3,87%).